# Wind Climbing ～被風玩弄～
《Wind Climbing ～被風玩弄～》（日语：Wind Climbing ～風にあそばれて～）是日本女性創作歌手奧井亞紀的第2張單曲。1994年11月10日由日本華納音樂發行。

## 解說
《Wind Climbing ～被風玩弄～》是女性創作歌手奧井亞紀首次登上Oricon公信榜的單曲，同名標題曲曾被1994年10月至1995年9月由朝日放送製作、朝日電視網播出的電視動畫《咕嚕咕嚕魔法陣》選為前期（第1話－第26話）片尾主題曲，後來也被TBS廣播節目《Cinderella Dream Midnight☆Party》週五單元「東京深夜探險隊」當作片尾主題曲使用。
後來，該歌曲與2017年由東京電視網播出重製版《咕嚕咕嚕魔法陣》作為後期片尾主題曲使用的中川翔子主唱同名專輯《Magical Circle》一起收錄，與之前版本不一樣的是，新版已經經由電子流行音樂音樂組合TECHNOBOYS PULCRAFT GREEN-FUND重新編曲，專輯發行之後，也被選為最終話的劇中插入歌使用。

## 收錄歌曲
所有歌曲由奧井亞紀作詞、作曲，小野寺明敏編曲。
1. Wind Climbing ～被風玩弄～（Wind Climbing ～風にあそばれて～）
  - 朝日放送製作、朝日電視網電視動畫《咕嚕咕嚕魔法陣》前期片尾主題曲
  - TBS廣播節目《Cinderella Dream Midnight☆Party（日语：シンデレラドリーム ミッドナイト☆パーティー）》週五單元「東京深夜探險隊（日语：シンデレラドリーム ミッドナイト☆パーティー#東京深夜探検隊）」片尾主題曲
2. 愛
3. Wind Climbing ～被風玩弄～ (Original Karaoke)

## 相關項目
- 哈利路亞晴天－奧井亞紀的第4張單曲，同名表題曲也被選為電視動畫《咕嚕咕嚕魔法陣》後期（第32話－第45話）片頭主題曲使用。